# The Fugitive (1910)
The Fugitive aus dem Jahr 1910 ist einer aus einer ganzen Reihe unzusammenhängender US-amerikanischer Stummfilme des Regisseurs D. W. Griffith, die den Sezessionskrieg behandeln. Der Film wurde am 7. November 1910 veröffentlicht.

## Handlung
Die beiden Söhne ziehen auf verschiedenen Seiten in den amerikanischen Bürgerkrieg, wo sie beide im Laufe eines Gefechts von ihrer Einheit getrennt werden und aufeinandertreffen. Unions-John schießt Konföderations-John an, woraufhin ersterer auf der Flucht Zuflucht im Haus der Mutter seines Feindes sucht. Zwischen ihren Pflichten als Staatsbürgerin und Mutter schwankend, siegen die Muttergefühle und sie versteckt den Feind. Kurze Zeit später kehrt ihr verwundeter Sohn heim.